# 토리노 FC
토리노 풋볼 클래브(Torino Football Club S.p.A.)는 토리노를 연고로 하는 이탈리아의 축구 클럽이다. 1906년 창단되었고, 현재의 이름으로 재창단한 것은 2005년이다.
지금까지 이탈리아 세리에 A에서 7번(1927-1928, 1942-1943, 1945-1946, 1946-1947, 1947-1948, 1948-1949, 1975-1976)우승했다. 코파 이탈리아에서는 5번 (1935-1936, 1942-1943, 1967-1968, 1970-71, 1992-1993) 우승하였다.
홈 경기장은 스타디오 올림피코 디 토리노이다. 이 구장은 같은 연고지 클럽인 유벤투스 FC와 같이 사용했다. 유벤투스는 2006년까지 스타디오 델레 알피 경기장을 사용하였으나, 델레 알피 경기장의 보수로 인해 올림피코 디 토리노로 옮겨왔다. 하지만, 델레 알피를 허물은 후 유벤투스 스타디움(현 알리안츠 스타디움)을 지어 거기로 옮겼고, 토리노는 계속 이 경기장을 사용한다.

## 역사

### 창단
토리노 FC의 전신은 FC 토리네세이다. 1905년 FC 토리네세 해체 이후, 1906년 12월 3일, 몇몇 유벤투스 멤버들과 FC 토리네세 관계자들이 모여서 한스 스콤브로드를 구단주로 한 FC 토리노를 창단하였다.
경기장은 벨로드로모 움베르토 1세 경기장을 사용하다가, 여러 경기장을 돌아다녔고, 1926년 10월 27일에 스타디오 필라델피아 경기장이 완공되면서 이 경기장으로 옮겨왔다.

### 첫 우승
1907년 처음 참가한 이탈리아 챔피언십에서, 토리노는 AC밀란에 이어 2위를 차지했다. 이후, 1926-1927 시즌까지 토리노는 이탈리아 챔피언십에서 3시즌 (1911-1912, 1921-1922, 1924-1925)을 제외하고는 줄곧 4위권 안에 머물렀다. 이 시대, 토리노는 훗날 이탈리아를 FIFA 월드컵 2회 우승으로 이끄는 비토리오 포초가 감독이었다.
그리고 스타디오 필라델피아가 완공된 1926-1927시즌에는 첫 우승을 차지하게 되지만, 유벤투스를 상대로 2-1로 이긴 경기에서 승부조작 의혹으로 우승이 박탈되었고, 1926-1927시즌은 우승 팀이 없는 상태로 남게 되었다.
하지만 '놀라운 트리오'라고 불렸던, 줄리오 리보나티, 지노 로쎄티, 아돌포 발렌치에리 등의 활약으로, 토리노는 바로 다음 시즌(1927-1928)에 제노아를 승점 2점 차로 제치고 다시 우승하게 된다. 이탈리아 세리에 A가 정식으로 시작된 1929-1930시즌에는 4위를 차지했다.

### 위대한 토리노

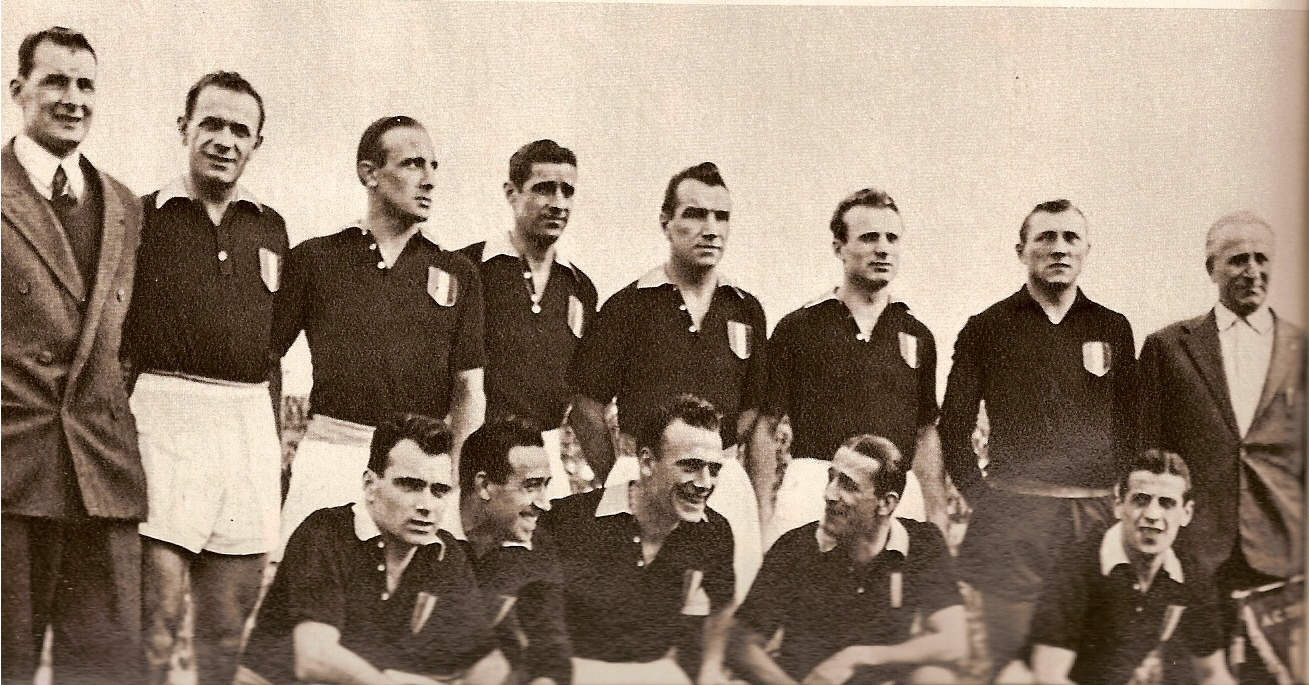
'위대한 토리노'의 선수들

세리에 A 창설 이후 1940년대까지 토리노는, 1935-1936시즌에 알레산드리아를 5-1로 이기고 코파 이탈리아를 차지한 것 외에는, 별반 상기할 것이 없다.
그러나 1941-1942시즌에 AS 로마를 이어 2위를 차지했고, 1942-1943 시즌에는 리보르노를 승점 1점 차로 제치고 2번째 우승을 달성했다. 이 시즌부터 토리노 소속으로 뛰었던 발렌티노 마졸라, 에지오 로익 등은 이후 토리노의 주축 선수가 되었다.
제2차 세계대전으로 리그가 2년간 중단된 이후 다시 열린 1945-1946 시즌에서도, 토리노는 북부 리그에서 FC 인테르나치오날레 밀라노를 제치고 1위로 전국 리그에 진출했고, 전국 리그에서도 AS 로마를 7-0, 리보르노를 9-1로 무찌르는 등 뛰어난 활약을 보이며 우승한다.

### 위대한 토리노의 기록
- 5연속 세리에 A 우승:1943년부터 1949년까지(1942-1943, 1945-1946, 1946-1947, 1947-1948, 1948-1949)

(1944년, 1945년은 제2차 세계대전중이라 리그 중단) 타이 기록으로는 유벤투스 FC의 1930-1931, 1931-1932, 1932-1933, 1933-1934, 1934-1935)
- 4시즌 연속 홈 무패 : 1945-1946, 1946-1947, 1947-1948, 1948-1949

- 93경기 연속 리그 홈 무패, 83승 10무 (1943년 1월 24일부터 1949년 4월 30일까지)

### 수페르가의 비극
그러나 이러한 영광스러운 전적으로 전성기를 맞이하고 있던 토리노에게 큰 재앙이 오게 된다. 1949년 5월 4일 토리노는 SL 벤피카와의 친선경기를 마치고 비행기편으로 리스본을 출발하여 귀국하던 도중 탑승한 비행기가 수페르가 언덕으로 추락했다. 이 사고로 18명의 토리노 선수를 비롯한 31명 탑승자 전원이 사망했다. 토리노는‘수페르가의 비극(Superga Air Disaster)’으로 위대했던 시대는 가고 침체기가 시작됐다. 1950년대 이렇다 할 성적을 내지 못했고 1958~59시즌에는 18위에 그치며 2부 리그로 강등됐다.
더군다나 수페르가의 비극의 여파가 어찌나 대단했는지 당시 이탈리아 축구 국가대표팀은 팀의 과반수를 이루고 있던 토리노 팀 선수들이 전원 사망하는 바람에 주력선수를 모두 잃고 할 수 없이 다른 선수들을 차출해서 1950년 FIFA 월드컵에 출전했는데 디팬딩 챔피언의 자격으로 출전했기 때문에 예선은 없었지만 이로 인하여 한 수 아래인 스웨덴에 밀려 조별리그에서 탈락했다.

## 선수 명단

### 현역
2025년 7월 4일  기준
참고: FIFA 자격 규정에 따라 소속된 국가대표팀 국기를 표시합니다. 선수는 복수의 FIFA 비회원국 국적을 가지고 있을 수 있습니다.
| 번호 | 포지션 | 국적       | 이름                    |
| ---- | ------ | ---------- | ----------------------- |
| 1    | GK     |            | 알베르토 팔레아리       |
| 3    | DF     |            | 페르 스휘르스           |
| 4    | DF     |            | 세바스티안 발루키에비츠 |
| 5    | DF     | 모로코     | 아담 마시나             |
| 8    | MF     | 세르비아   | 이반 일리치             |
| 9    | FW     | 파라과이   | 안토니오 사나브리아     |
| 10   | MF     | 크로아티아 | 니콜라 블라시치         |
| 13   | DF     |            | 기예르모 마리판         |
| 16   | DF     |            | 마르쿠스 페데르센       |
| 17   | GK     |            | 안토니오 돈나룸마       |
| 18   | FW     | 스코틀랜드 | 체 애덤스               |
| 20   | MF     |            | 발렌티누 라자루         |
| 21   | DF     |            | 알리 뎀벨레             |
| 23   | DF     | 적도 기니  | 사울 코코               |
| 26   | MF     | 튀르키예   | 에미르한 일칸           |
| 32   | GK     | 세르비아   | 바냐 밀린코비치사비치   |

| 번호 | 포지션 | 국적     | 이름                |
| ---- | ------ | -------- | ------------------- |
| 61   | MF     |          | 아드리앵 타메즈     |
| 66   | MF     |          | 그비다스 기네이티스 |
| 79   | FW     | 키프로스 | 자노스 사바         |
| 91   | FW     | 콜롬비아 | 두반 사파타 (주장)  |
| -    | MF     | 잉글랜드 | 티노 안조린         |

## 역대 감독
| 감독                | 임기        |
| ------------------- | ----------- |
| 비토리오 포초       | 1912 ~ 1922 |
| 펠드먼 줄러         | 1936 ~ 1938 |
| 프란코 스콜리오     | 1995 ~ 1996 |
| 그레임 수네스       | 1997        |
| 알베르토 자케로니   | 2006 ~ 2007 |
| 시니샤 미하일로비치 | 2016 ~ 2018 |

## 역대 성적

### 리그 타이틀
세리에 A:
- 우승 (7회): 1927-28, 1942-1943, 1945-1946, 1946-1947, 1947-1948, 1948-1949, 1975-1976
- 준우승 (12회): 1907, 1914-1915, 1915-1916, 1920-1921, 1922-1923, 1923-1924, 1925-1926, 1928-1929, 1938-1939, 1941-1942, 1976-1977, 1984-1985

코파 이탈리아:
- 우승 (5회): 1935-1936, 1942-1943, 1967-1968, 1970-71, 1992-1993
- 준우승 (8회): 1937-1938, 1962-1963, 1963-1964, 1969-1970, 1979-1980, 1980-1981, 1981-1982, 1987-1988

슈퍼 코파 이탈리아:
- 준우승 (1회): 1992-1993

세리에 B:
- 우승 (3회): 1959-1960, 1989-1990, 2000-2001
- 준우승 (1회): 1998-1999

### 유럽 대회 타이틀
UEFA 컵:
- 준우승 (1회): 1991-1992

미트로파컵
- 우승: 1991

## 같이 보기
- 왕조 (스포츠)